# 酸化インジウムスズ

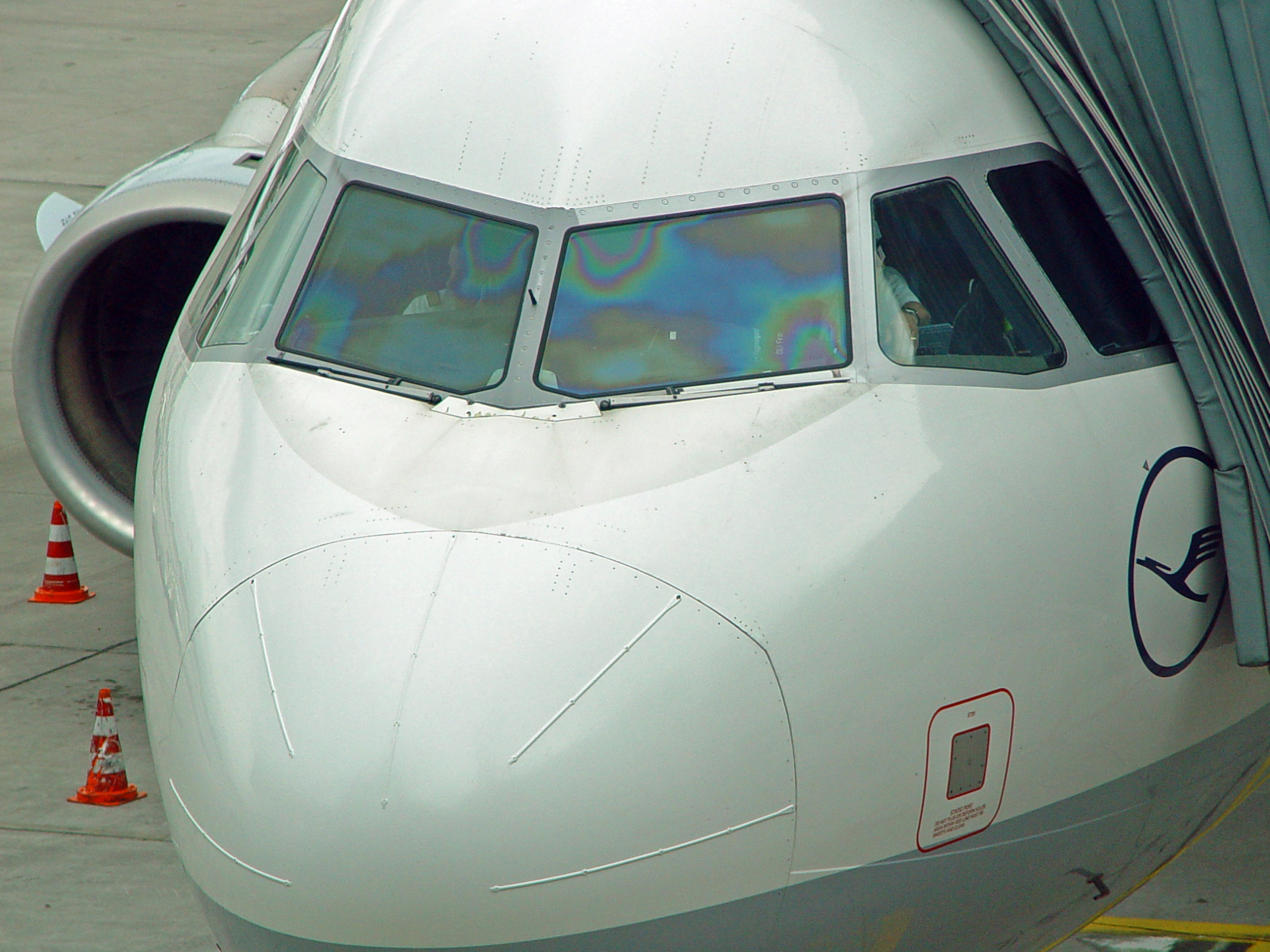
ITO薄膜によりコーティングされた旅客機の窓。窓の一部分だけではなく、全域を熱することにより霜取りし、良好な視界を確保することができる。

酸化インジウムスズ（さんかインジウムスズ、英: Indium Tin Oxide、ITO）は酸化インジウム(III) (In2O3) と酸化スズ(IV) (SnO2) の無機混合物である。粉末は黄色～灰色であるが、可視光領域の透過率が高いため、薄膜ではほぼ無色透明であり、主に透明電極として用いられる。

## 概要
透明導電膜ITOの特徴は電気伝導性と透明性である。蒸着成膜することで電荷密度が向上し導電性も向上する傾向にあるが、その一方で透明性が低下してしまう。ITOの薄膜は主に電子ビーム蒸着法、物理気相成長法、スパッタ蒸着法などを用いて製造されている。実用上、重量比9:1程度で用いられることが多い。

## 利用
液晶ディスプレイや薄型テレビ、プラズマディスプレイやタッチパネル、電子インク、有機EL、太陽電池、帯電防止剤、電磁波シールド材料などで幅広く応用されている。
また光学コーティング剤としても用いられることがある。特筆すべきは赤外線反射材としての利用であり、建築物や自動車、ナトリウムランプのガラスなどに応用されることがある。このほかにもガスセンサーや反射防止膜、表面処理剤や半導体レーザーへ応用されている。

## 代替物
インジウムは高価であり安定供給に限界がある。また脆弱であり曲げ耐性もなく、薄膜作製には真空過程を必要とするためコストがかさむことから、代替物質の研究が進んでいる。代替物質として銀ナノワイヤー、ガリウム/アルミニウムドープ酸化亜鉛やカーボンナノチューブが挙げられており、Cambrios、CanatuやEikos、Unidym社などで研究が行われている。
またポリチオフェン系のPEDOT、ポリアニリンといった導電性高分子も（電気導電性が未だ半導体レベルであるものの：有機半導体）資源的豊富さや曲げやすさから研究されており、銀行ATMなどの導電性より耐曲げ疲労が求められる用途では実用化している。一般的に導電性高分子は無機導電材料と比較して導電性が劣るものの、高い曲げ耐性を有しており、かつ安価で製造プロセスが環境にも優しいとされている。